# Palácio do Congresso Nacional
O Palácio do Congresso Nacional é o edifício construído para abrigar o Congresso Nacional do Brasil, inaugurado em 1960. Foi concebido pelo arquiteto Oscar Niemeyer, com projeto estrutural do engenheiro Joaquim Cardozo. É um dos três edifícios monumentais que definem a Praça dos Três Poderes, sendo os demais o Palácio do Planalto e o Supremo Tribunal Federal, também de autoria de Niemeyer e Cardozo. É considerado como o maior símbolo da capital do Brasil, além de referido frequentemente como o ícone do próprio país, no exterior.
Sobre um bloco-plataforma horizontal encontram-se dispostos uma semiesfera à esquerda (assento do Senado), um hemisfério à direita (assento da Câmara dos Deputados) e, entre ambas, duas torres gêmeas de escritórios (o chamado "Anexo 1"), que se elevam a cem metros de altura. O congresso ocupa também outros edifícios vizinhos, alguns deles interconectados por um túnel.
O edifício é implantado em continuidade ao Eixo Monumental, a principal avenida da capital brasileira, conforme concebido por Lúcio Costa. À sua frente encontra-se um grande gramado, usado pela população como palco de passeatas, protestos e outras manifestações públicas. Na parte posterior do edifício encontra-se a Praça dos Três Poderes.

## Antecedentes

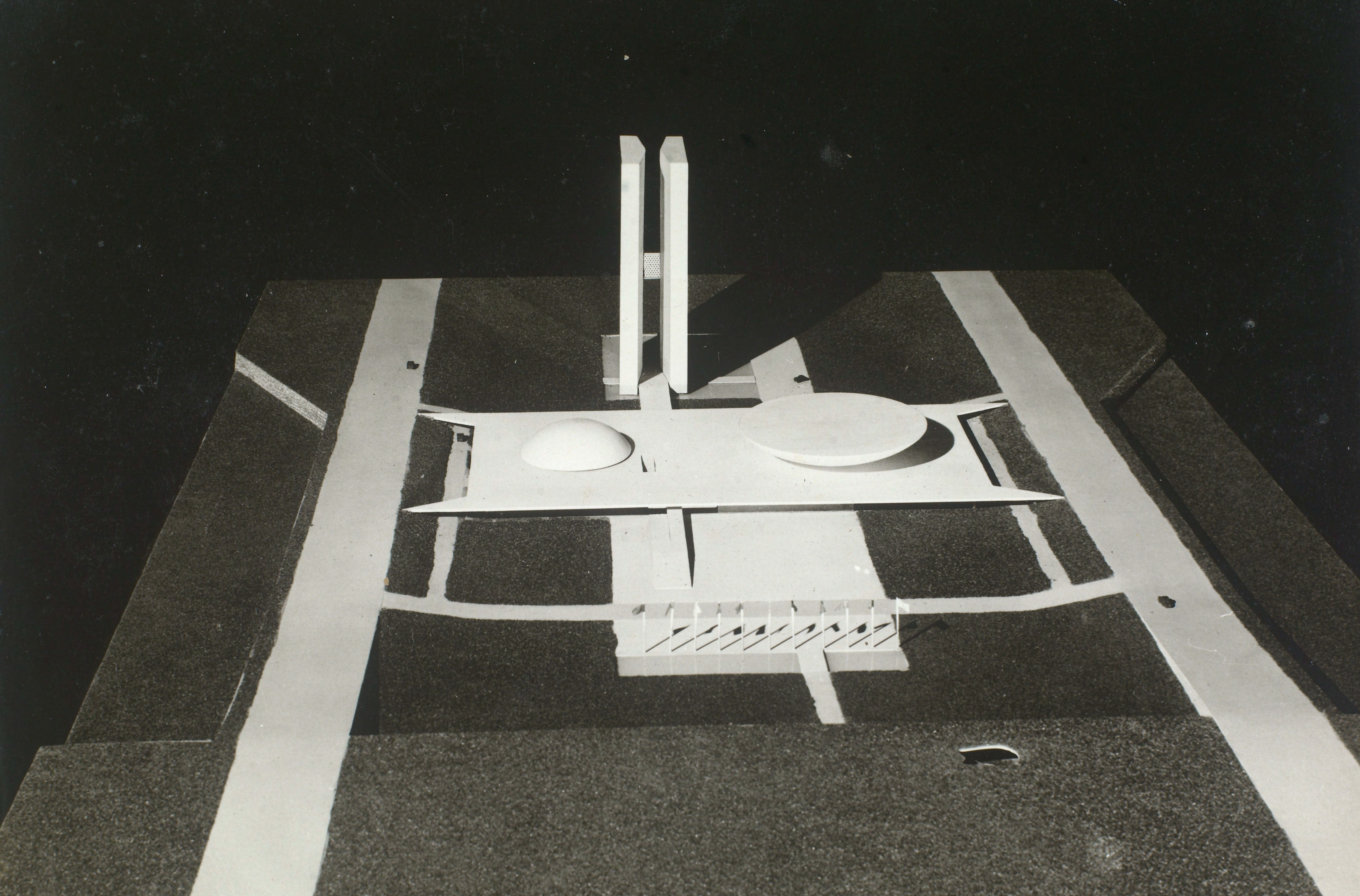
Maquete do Congresso. Nela fica visível que as torres não são totalmente retangulares.

Oscar Niemeyer tinha recebido de Juscelino Kubitschek a missão de projetar os prédios públicos mais importantes da nova capital federal, o que incluia o prédio do Congresso Nacional. Diferente da maneira que eles funcionavam no antigo Distrito Federal, no Rio de Janeiro, onde havia um prédio para cada casa legislativa - a Câmara Alta, o Senado Federal, era sediado no Palácio Monroe, e a Câmara Baixa, a Câmara dos Deputados, ficava no Palácio Tiradentes - em Brasília os dois seriam em um único palácio e de uma forma que as duas casas mantivessem sua independência.
Quando o concurso do Plano Piloto é concluído, o local do projeto é definido, e o projeto vencedor, de Lúcio Costa, estabelecia um ponto bastante destacado para a edificação. No item 9 do relatório justificativo, Lúcio define a Praça dos Três Poderes como um triângulo onde cada um dos poderes estaria em uma ponta, com o palácio do legislativo estando no vértice. Também ficaram definidos pelo Plano Piloto de Lúcio Costa que a praça seria mais alta que a Esplanada dos Ministérios e o Congresso ficaria com uma fachada em cada direção, voltado tanto para a esplanada quanto para a Praça dos Três Poderes.

## Projeto e execução
|                          |  |                                                          |
| Croqui de Oscar Niemeyer |  | Uma das plantas do projeto estrutural de Joaquim Cardozo |

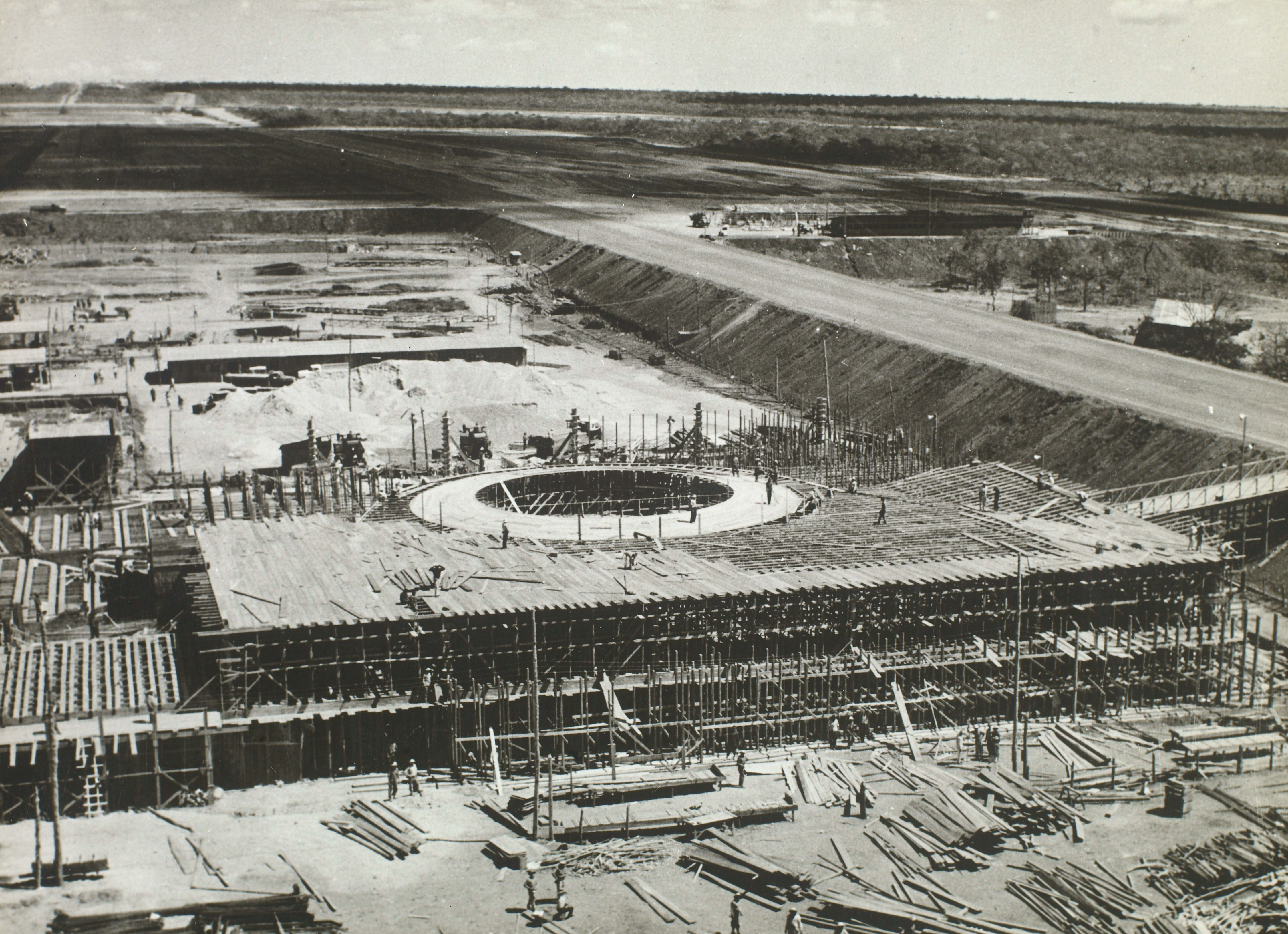
As duas cúpulas tem um vão ligando-as ao seus respectivos plenários. O vão está visível nessa imagem da construção do prédio.

Os primeiros anteprojetos do prédio são feitos pelo arquiteto em 1957, logo após o projeto da cidade ser definido - algumas obras, como o Palácio da Alvorada, já estavam sendo feitas na altura. O prédio principal abrigaria as casas e repartições de apoio aos plenários. Duas torres de vinte e oito pavimentos, chamadas de anexos, seriam voltadas para serviços administrativos e escritórios. O primeiro anteprojeto tinha algumas mudanças como um mezanino para o público nos plenários, e incluia um auditório, que acabou descartado nas etapas seguintes. O que ficou no prédio executado foi um jardim inclinado na fachada oeste, onde seria o auditório. Formalmente, o prédio se destacaria não só pela posição privilegiada em relação aos outros dois palácios da Praça dos Três Poderes, mas também por não compartilhar elementos formais nem com o Planalto, nem com o Palácio do STF, que tem por exemplo pilares similares.

Em Brasília, Niemeyer se afasta um pouco de sua fase anterior da carreira, onde, apesar de seguir os preceitos modernistas, ele, como muitos dos colegas da Escola Carioca, era menos rígido que o internacional style, acrescentando elementos que remetiam a arquitetura colonial como diversidade de materiais e mais curvas. As curvas continuaram, mas bem menos do que antes: ele queria achar soluções compactas, simples e mais geométricas, se preocupando mais com questões de hierarquia e caráter arquitetônico e acreditando que a expressão dos prédios se daria pela própria estrutura. Para tanto, contava com engenheiros estruturais de confiança. Joaquim Cardozo trabalhou com o arquiteto nos principais prédios da capital, incluindo o Congresso Nacional, mesmo que a distância - devido a sua idade, o engenheiro preferiu permanecer no Rio de Janeiro.

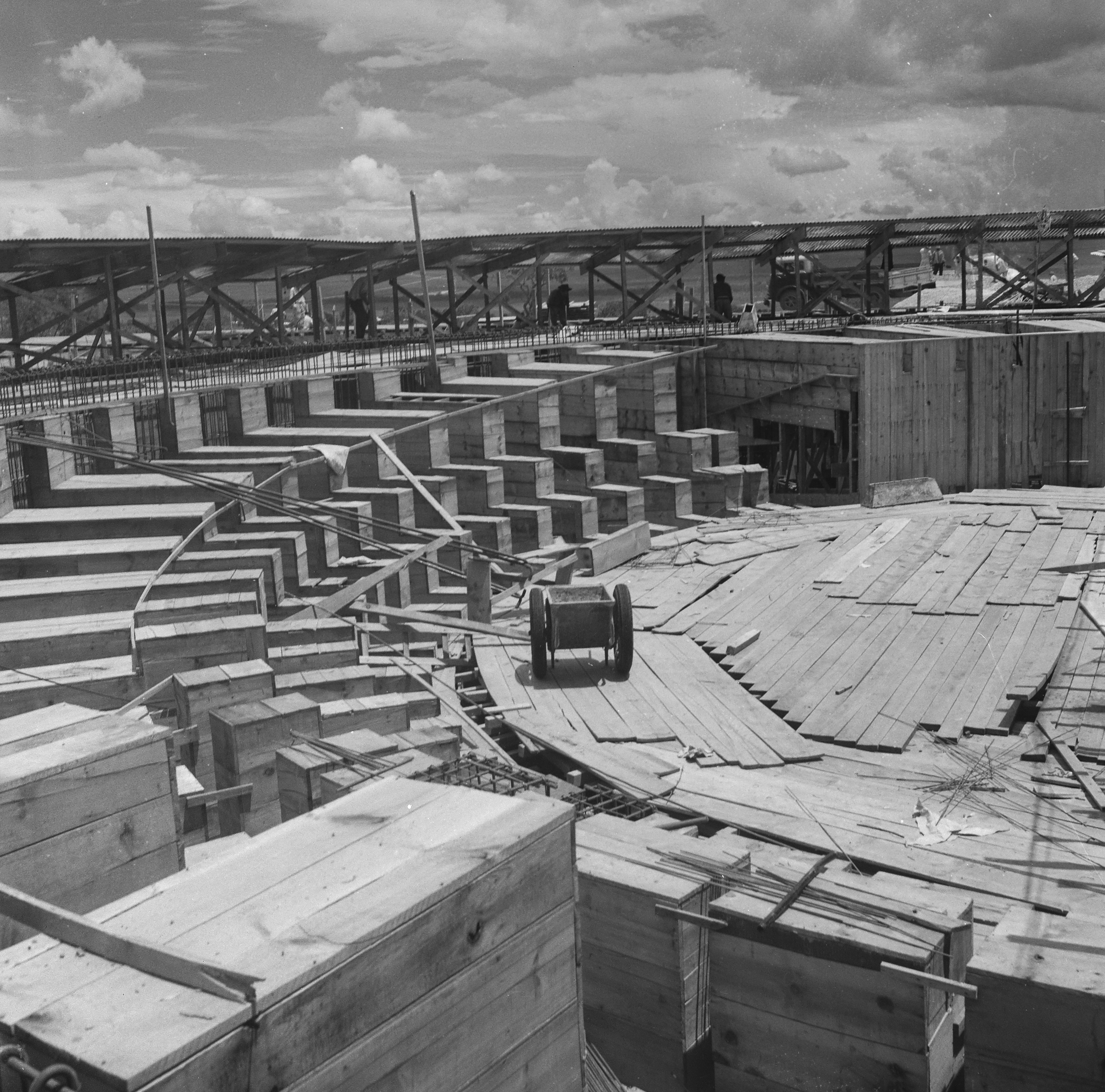
Cúpula em construção, 1959. Arquivo Nacional

Na época em que Brasília estava sendo construída, o arquiteto Oscar Niemeyer e o engenheiro estrutural Joaquim Cardozo procuravam criar as formas em curvas que hoje compõem a paisagem da capital do Brasil. Niemeyer tinha feito os esboços do projeto, enviando as formas curvas ao engenheiro, que tinha como tarefa fazer os cálculos matemáticos para que a estrutura em concreto comportasse as formas suaves. O objetivo era criar duas cúpulas distintas, com um desafio extra para a cúpula da Câmara dos Deputados, que tinha que estar apenas pousada na laje. Muitas horas de cálculos e reflexão foram necessárias para que Joaquim Cardozo encontrasse as equações que resolvessem a apresentação das tangencias adequadas, o que permitiu que as suaves linhas curvas, criadas na mente do arquiteto, pudessem se materializar na construção.
Encontrei a tangente que vai permitir que a cúpula pareça apenas pousada na laje.— Joaquim Cardozo, para Oscar Niemeyer

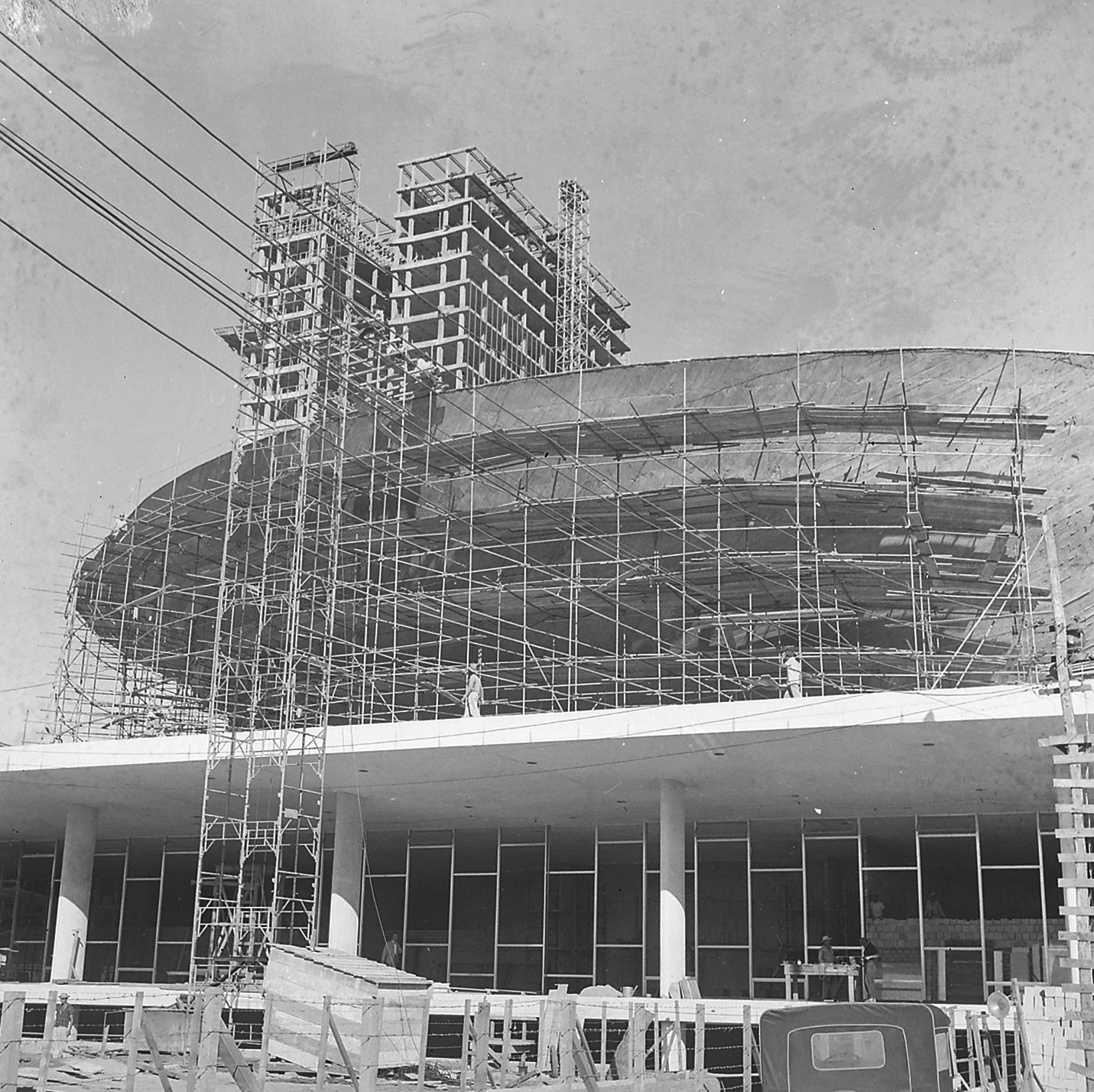
Construção da Câmara dos Deputados, 1959. Arquivo Nacional

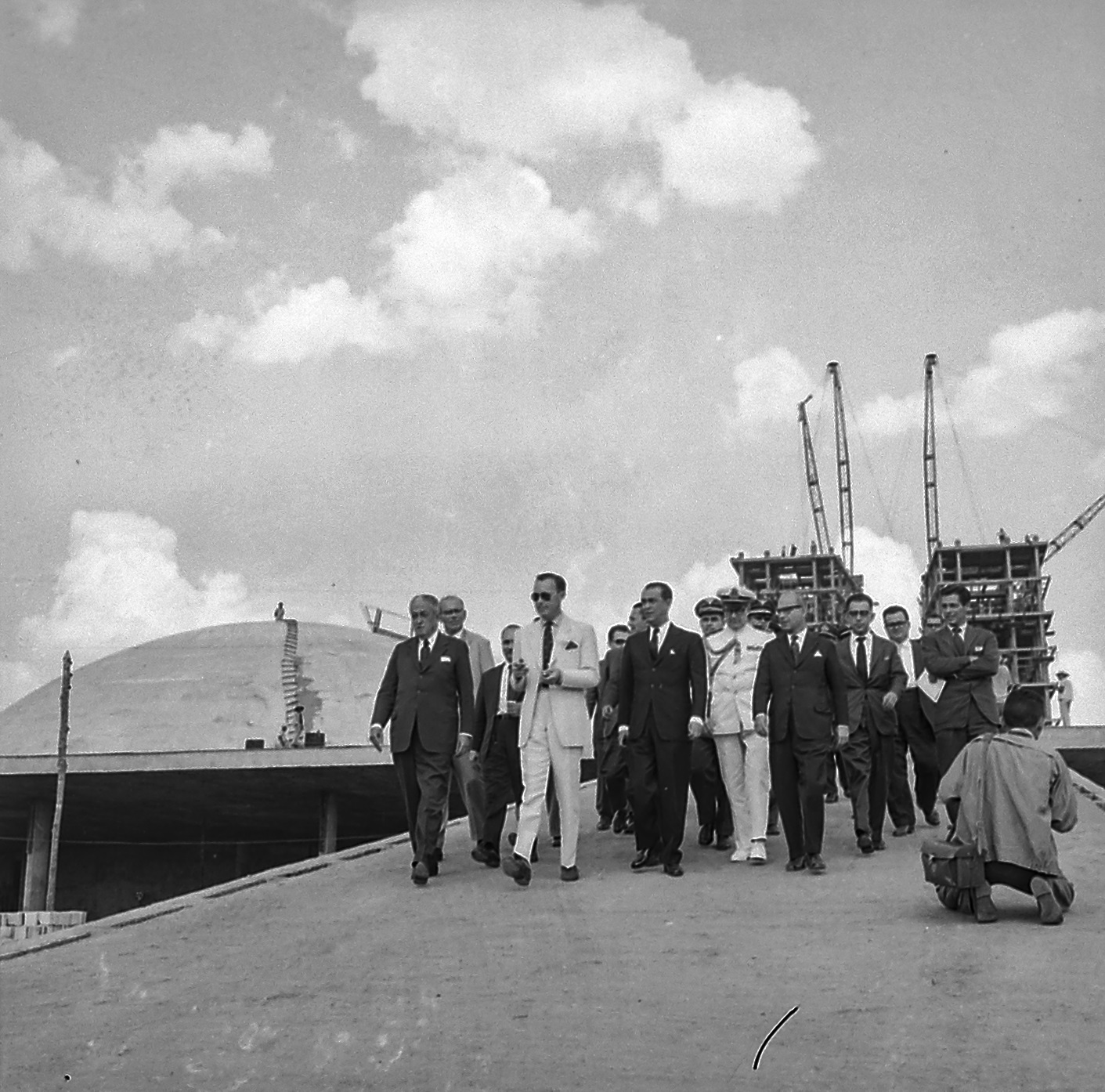
Juscelino Kubitschek visitando as obras do Congresso Nacional.

Joaquim Cardozo e Oscar Niemeyer estavam em estado de "vigília criativa". Esse estado mental acontece quando o indivíduo se coloca imerso na busca para dar forma ao que quer criar. Ambos procuravam aquilo que consideravam a beleza traduzida em formas curvas, representada tanto em imagens desenhadas nos croquis do arquiteto como nos cálculos do engenheiro. Esse trabalho colaborativo entre artista e calculista é um exemplo dos processos de criação na parceria entre arte e matemática.
Arquitetura não constitui uma simples questão de engenharia, mas uma manifestação do espírito, da imaginação e da poesia.

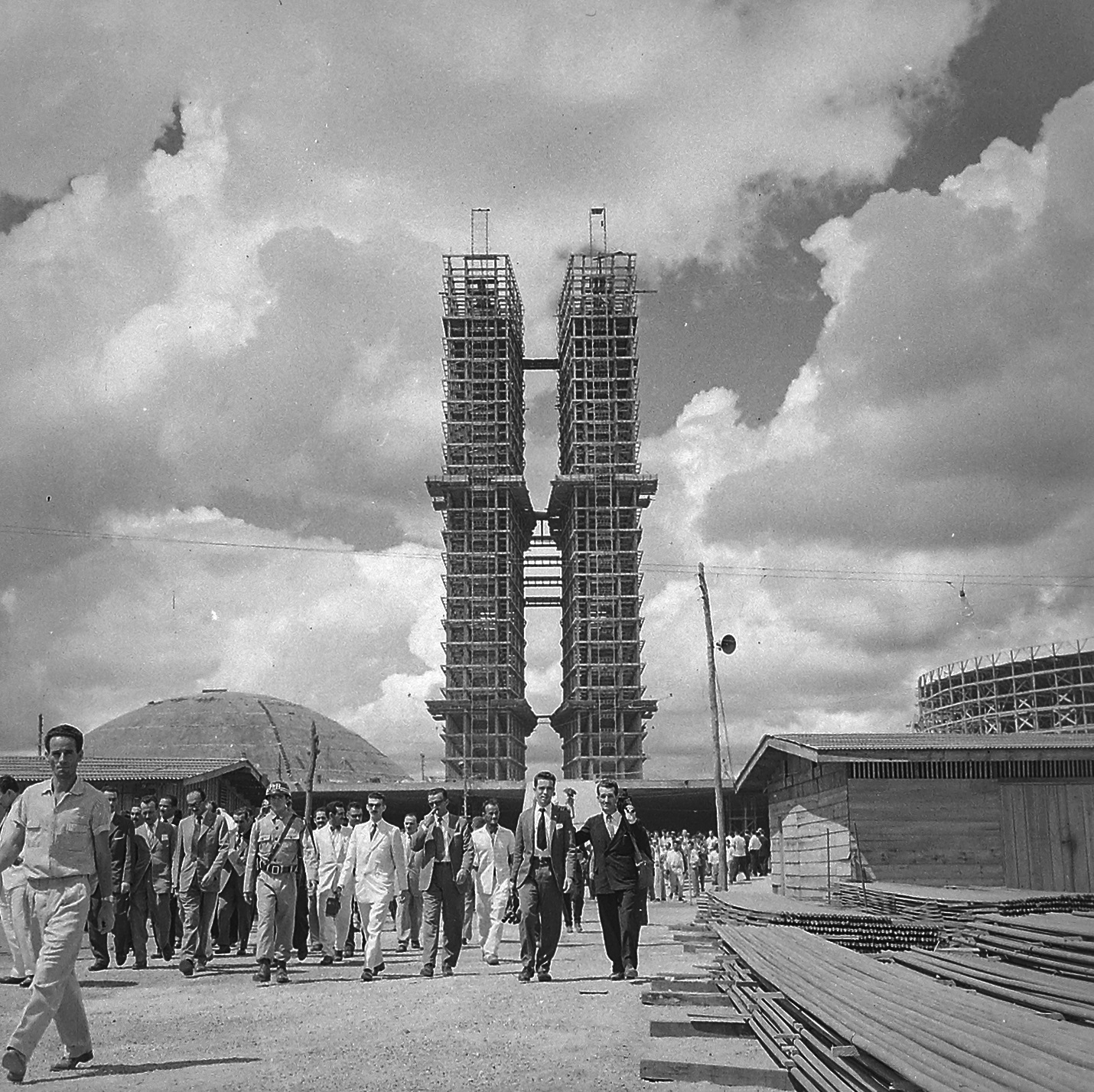
Congresso em construção.

No Palácio do Congresso, por exemplo, a composição se formulou em função desse critério, das conveniências da arquitetura e do urbanismo, dos volumes, dos espaços livres, da oportunidade visual e das perspectivas e, especialmente, da intenção de lhe dar o caráter de monumentalidade, com a simplificação de seus elementos e a adoção de formas puras e geométricas. Daí decorreu todo o projeto do Palácio e o aproveitamento da conformação local, de maneira a criar no nível das avenidas que o ladeiam uma monumental esplanada e sobre ela fixar as cúpulas que deviam hierarquicamente caracterizá-lo.
Tivesse estudado o Palácio com espírito acadêmico, ou preocupado com as críticas, e ao invés dessa esplanada, que a muitos surpreende pela sua imponência, teríamos uma construção em altura.
… que hoje se estende em profundidade, além do edifício, acima da esplanada, entre as cúpulas, abrangendo a Praça dos Três Poderes e os demais elementos arquitetônicos que a compõem, somando-se plasticamente e tornando, assim, a perspectiva do conjunto muito mais rica e variada.
A cúpula da Câmara dos Deputados demandava um estudo cuidadoso que a deixasse com que apenas pousada sobre a esplanada, isto é, a cobertura do prédio; o mesmo acontecia com esta última, cujo topo é tão fino que ninguém imagina constituir, internamente a galeria do público que liga os dois plenários.
Internamente, o projeto procura criar os grandes espaços livres que devem caracterizar um palácio, para isso utilizando elementos transparentes que evitam transforma-los em pequenas áreas.

A forma arquitetônica - mesmo contrariando princípios estruturais - é funcional quando cria beleza e se faz diferente e inovadora.— Oscar Niemeyer
Em julho de 1957, o anteprojeto definitivo já estava feito. Essa nova proposta modificava alguns elementos da proposta anterior, sendo mais adensada. Alguns setores mudaram de lugar, e a ideia do mezanino foi revista e se transformou em um hall de recepção, que seria denominado mais tarde de Salão Negro. Em setembro os projetos executivos do prédio principal estavam indo para o canteiro de obras. Apesar de tudo parecer muito rápido, o Palácio do Congresso foi o último dos principais palácios a começar as obras. Os executivos dos anexos e os projetos compatibilizados com os projetos complementares, esquadrias e detalhamentos são feitos em 1958, enquanto a obra está sendo executada. Os detalhamentos continuam sendo feitos até depois do prédio estar inaugurado.
Outra pessoa de confiança de Oscar Niemeyer era o arquiteto Nauro Esteves, que era o coordenador das atividades técnicas dos projetos e mesmo desenhou alguns, como os da Praça da Municipalidade. Coube a ele autorizar e realizar modificações no projeto original, como a laje de cobertura da base dos plenários, modificada devido a estrutura. Joaquim Cardozo também fez suas sugestões de modificações, como a passagem de tubos de águas pluviais nos pilares. Nauro autorizava as modificações e comandava a equipe de instalações prediais em Brasília (como elétrica e hidráulica), enquanto Joaquim calculava as estruturas no Rio de Janeiro.
O Congresso foi inaugurado em Brasília no dia 21 de abril de 1960, na inauguração da cidade.

## O edifício

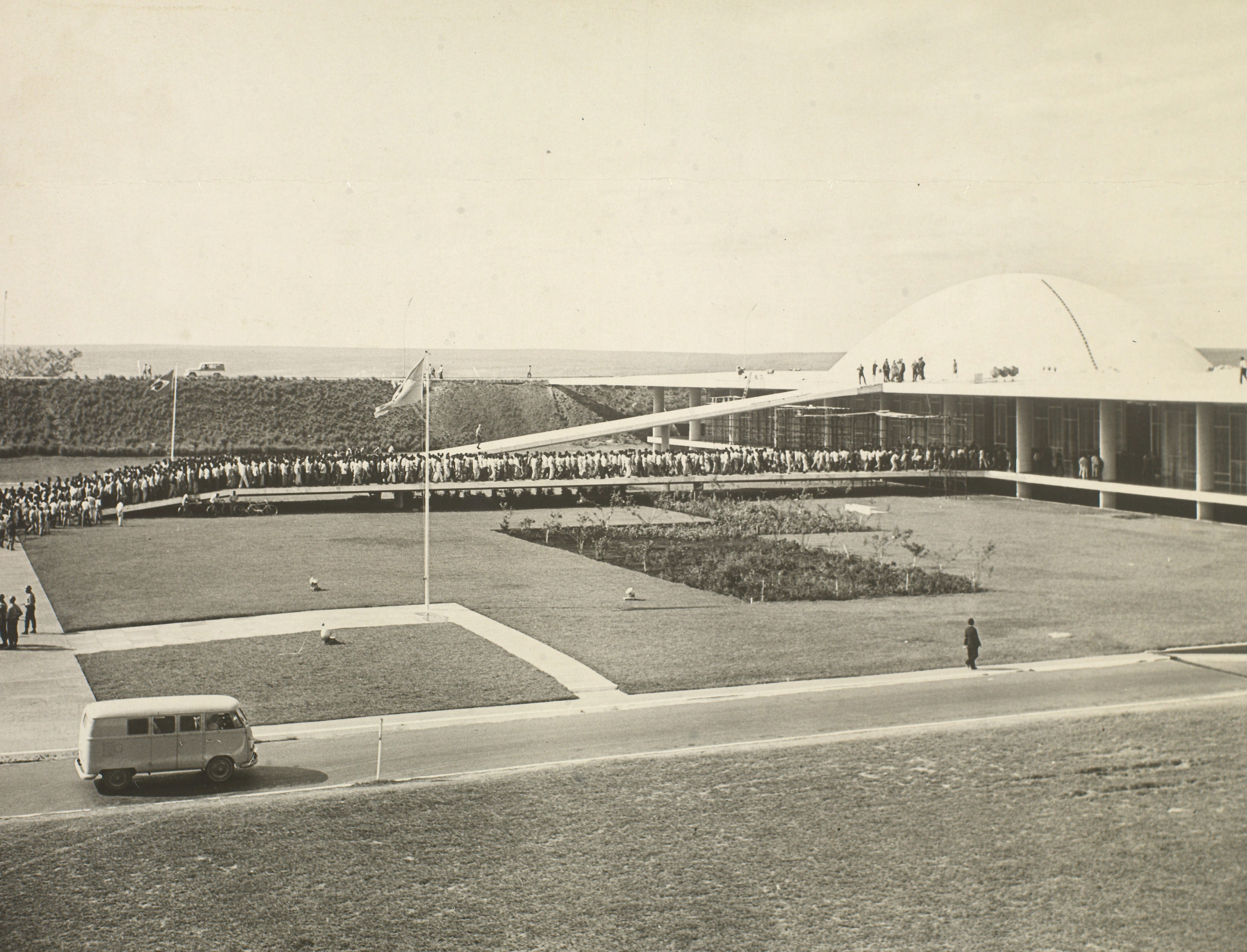
A rampa de acesso leva direto ao Salão Negro. A rampa para a Esplanada, onde ficam as cúpulas, costuma ficar fechada.

### Prédio principal
O prédio principal é composto de três pavimentos: semienterrado, térreo e esplanada.
Estruturalmente, é formado por pilares elípticos de concreto armado, espaçados numa malha de 10 por 15 metros. O prédio é revestido, externamente, por mármore branco. Os plenários são dois volumes independentes estruturalmente. O plenário da Câmara dos Deputados, oficialmente chamado Plenário Ulysses Guimarães, tem 396 assentos, menos do que o número de deputados federais. Sobre ele há uma galeria para acesso dos visitantes. Já o Plenário do Senado tem 81 assentos, o mesmo número de senadores. O Senado ainda tem o Plenarinho, que conta com móveis dos prédios cariocas do Senado, que foram enviados para Brasília.
Em torno deles, os dois andares são voltados a salas administrativas e diversões salões, como o Salão Branco e o Salão Negro. O prédio tem diversas obras de grandes artistas brasileiros, como Athos Bulcão, Marianne Peretti, Alfredo Ceschiatti, Di Cavalcanti e Burle Marx.
A parte superior, a esplanada onde estão assentadas as cúpulas, deveriam ser uma praça aberta, mas normalmente estão fechadas por questões de segurança.

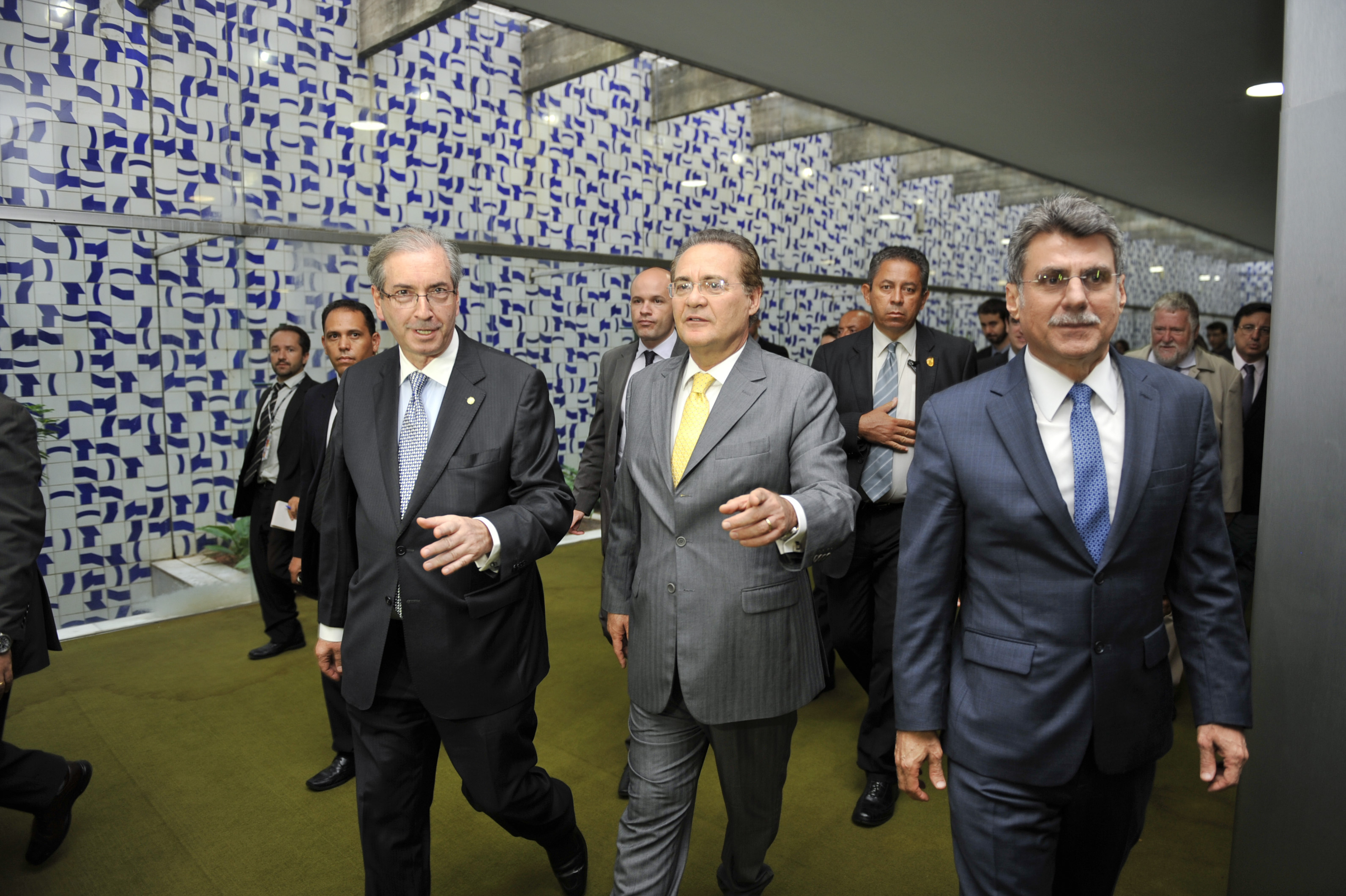
O Salão Verde é onde os jornalistas costumam encontrar os deputados.

#### Salões
- Salão Negro: com área de 1.100 metros quadrados, é o acesso comum aos dois plenários, sendo acessado pela rampa de acesso principal. Recebe também exposições, cultos ecumênicos e manifestações políticas ou culturais. Seu piso de mármore negro dá o nome ao local.[15]
- Salão Branco ou Chapelaria: entrada de trabalho do Senado, que permaneceu com o apelido mesmo após o desuso dos chapéus. Assim como o Salão Negro, seu nome vem do piso de mármore, que aqui é branco.
- Salões Nobres: são um para cada casa. São locais onde os presidentes da Câmara e do Senado recepcionam chefes de Estado ou de Governo que estejam visitando o prédio.[15][16]
- Salão Verde: com cerca de 2 mil metros quadrados, é voltado para a Câmara dos Deputados, e é onde os jornalistas costumam entrevistar os parlamentares. Permite acessar o  Plenário Ulysses Guimarães e o gabinete do Presidente da Câmara. Tem um jardim interno e exposições de maquetes do prédio, obras de artistas plásticos e a galeria de presidentes da Câmara. Seu piso fica sob um tapete verde, de onde vem o nome do salão.[15]
- Salão Azul: equivalente do Senado para o Salão Verde, sendo também o local onde a imprensa aborda os senadores e também dando acesso ao Plenário e ao gabinete do Presidente do Senado. Tem um local onde ficam uma bandeira de cada estado. Também tem seu nome vindo do tapete, que nele é azul.[16]

### Cúpulas
|                                       |  |                                                                    |
| O Plenário Ulysses Guimarães em 1960. |  | Acima, o forro esconde a parte onde fica pousada a cúpula convexa. |

As duas cúpulas são estruturas em cascas de concreto armado. Poeticamente, as cúpulas que compõem a marca registrada do edifício não estão posicionadas de tal forma por acaso.
O Senado Federal, que encontra-se abaixo da cúpula côncava, a esquerda das torres, pretende transmitir e prevalecer a reflexão, a ponderação, o equilíbrio e o peso da experiência (já que o mandato dos senadores é de 8 anos) àqueles que o seu interior ocupar; também pode representar a mais alta "cúpula" do país, sendo aquela que irá validar as regras e leis da nação. A cúpula do Senado é um parabolóide de revolução, com aproximadamente 10 metros de altura e 38 metros de diâmetro, com uma espessura de 10 cm no topo e 35 cm na base. Tem um vão de 16 metros para o plenário do Senado - na parte interna, Athos Bulcão adicionou um forro com 135 mil placas metálicas.
|                                    |  |                                          |
| A cúpula côncava, o Senado Federal |  | A cúpula convexa, a Câmara dos Deputados |

Já a cúpula convexa, em forma de prato, virada para cima, a direita das torres, localizada acima da Câmara dos Deputados, é maior e mais aberta. Simbolicamente, seu vértice vasto está aberto a todas as ideias e ideologias, tendências, anseios e opiniões que compõem o povo brasileiro, representados no interior do edifício pelos deputados. Estruturalmente, ela foi muito mais desafiadora para Joaquim Cardozo, tendo os mesmos 10 metros de altura da cúpula do Senado, mas com 62 metros de diâmetro. É um elipsóide de revolução e seu vão para a Câmara de 22 metros torna a estrutura apenas pousada nas bordas do vão. Para vencer o desafio, o teto da cúpula convexa foi feito com uma casca esférica rebaixada.

### Anexos

#### As Torres (Anexo I)

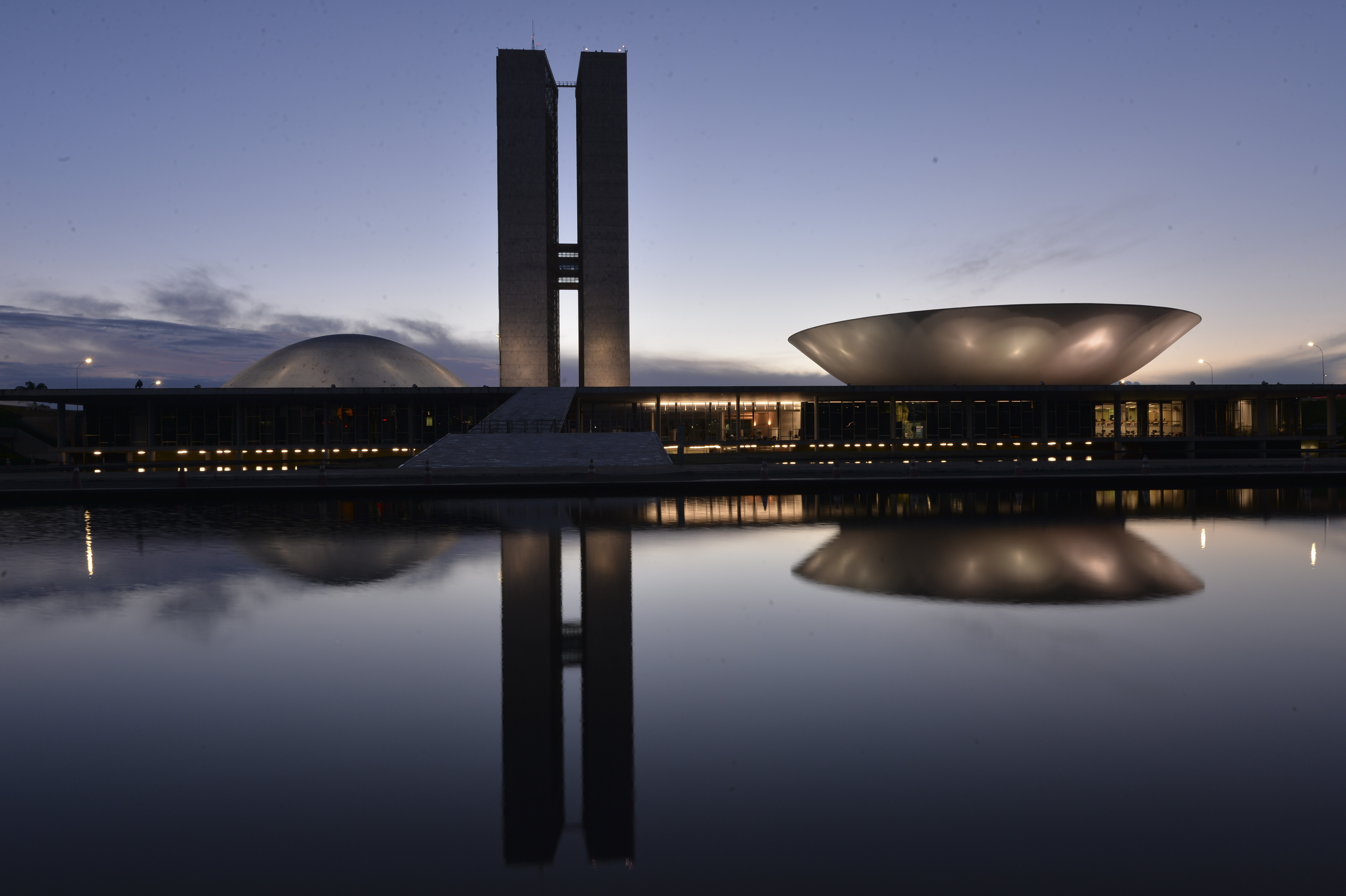
O Congresso Nacional ao entardecer.

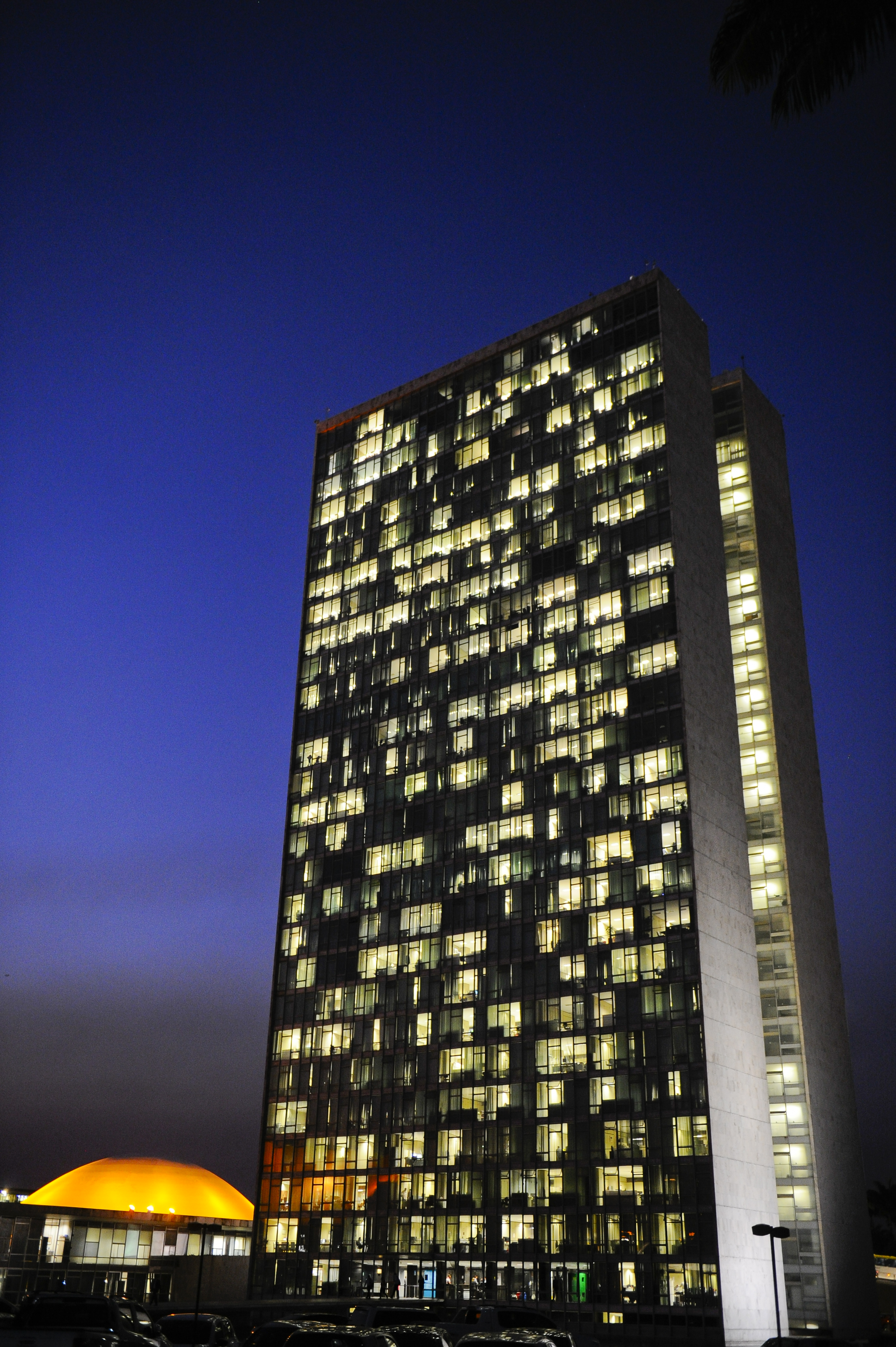
As torres do Congresso à noite.

São duas torres voltadas a escritórios com 28 pavimentos, cada um com 45 metros de comprimento, 10,5m de largura nas fachadas fechadas - voltadas para leste e oeste - e 12,25 metros de largura no centro. São os prédios mais altos da Esplanada e um dos mais altos do Plano Piloto. Elas não ficam exatamente no centro, sendo mais próximas da cúpula do Senado, que é menor, para passar uma sensação de equilíbrio no conjunto. A estrutura é composta por pilares e vigas de aço revestidos de concreto, com lajes duplas. A estrutura permitiu que as fachadas funcionassem quase que independentemente, permitindo acelerar a obra. As paredes leste e oeste são fechadas com alvenaria e mármore branco. As vigas de aço vieram dos Estados Unidos, visto que o país não conseguiria produzir com a rapidez necessária.
Diferente do que muitos acreditam, as torres não são retângulos perfeitos: as fachadas voltadas uma para a outra são formadas por duas faces diagonais discretas, a ponto de quase parecerem que são uma face só. Cada torre ficou com uma das casas, que as chamam de Anexo I da Câmara e Anexo I do Senado. Ambas as casas contam com outros prédios anexos do outro lado do Eixo Monumental para gabinetes de deputados e senadores, comissões e outros.

#### Anexo II, III e IV da Câmara e Anexo II do Senado
A Câmara tem três prédios anexos a parte do prédio original e o Senado, mais um, todos conectados ao prédio principal por corredores, esteiras e escadas rolantes. Pela Câmara, o Anexo II abriga as Comissões Permanentes, o Anexo III tem alguns gabinetes dos deputados, a Consultoria Legislativa e o Departamento Médico e o Anexo IV foi onde ficou a maior parte dos gabinetes dos deputados federais. O único anexo do Senado é chamado também de Anexo II, e é ligado por um corredor com uma exposição permanente da história da casa desde o Império. Ficam no Anexo II os gabinetes dos senadores, a biblioteca e a livraria do Senado.

## Tombamento
Em 2007, ano em que Niemeyer completou 100 anos, o Iphan tombou o edifício do Congresso Nacional e outras 34 edificações de sua autoria.

## Acontecimentos

### Morte de José Kairala
No dia 4 de dezembro de 1963 dentro do plenário do Senado Federal do Brasil, houve um homicídio efetuado pelo senador Arnon de Melo (PDC-AL), que tentando atingir com tiros o senador Silvestre Péricles (PSD-AL), acabou por atingir e matar o senador suplente José Kairala (PSD-AC).

### Invasão das sedes dos três poderes
Os ataques de 8 de janeiro de 2023 ou atos golpistas de 8 de janeiro de 2023, também chamados de Intentona Bolsonarista ou simplesmente de 8 de janeiro, foram uma série de vandalismos, invasões e depredações do patrimônio público em Brasília cometidos por uma multidão de bolsonaristas extremistas que invadiu edifícios do governo federal com o objetivo de instigar um golpe militar contra o governo eleito de Luiz Inácio Lula da Silva para restabelecer Jair Bolsonaro como presidente do Brasil.
Por volta das 13 horas, no horário de Brasília, cerca de 4 mil bolsonaristas radicais saíram do Quartel-General do Exército e marcharam em direção à Praça dos Três Poderes, entrando em conflito com a Polícia Militar do Distrito Federal (PMDF) na Esplanada dos Ministérios. Antes das 15 horas, a multidão rompeu a barreira de segurança estabelecida por forças da ordem e ocupou a rampa e a laje de cobertura do Palácio do Congresso Nacional, enquanto parte do grupo conseguiu invadir e vandalizar o Congresso, o Palácio do Planalto e o Palácio do Supremo Tribunal Federal. Lula e Bolsonaro não estavam em Brasília no momento das invasões. O Supremo Tribunal Federal (STF) considerou que os acontecimentos foram atos de terrorismo.
Cerca de 400 pessoas foram detidas no dia das invasões e outras 1,2 mil foram detidas no acampamento de manifestantes em frente ao QG do Exército no dia seguinte às depredações. Até março de 2023, 2 182 pessoas haviam sido presas por participarem ou terem envolvimento nos ataques. Logo após os eventos, o governador Ibaneis Rocha exonerou o secretário de segurança pública do Distrito Federal e ex-ministro da Justiça do governo Bolsonaro, Anderson Torres, que estava em Orlando, nos Estados Unidos, no dia das invasões. Após os ataques, o presidente Lula assinou um decreto autorizando uma intervenção federal no Distrito Federal, que durou até o dia 31 de janeiro. Posteriormente, o ministro do STF, Alexandre de Moraes, determinou o afastamento de Ibaneis pelo prazo inicial de 90 dias, decisão revogada em 15 de março.